# 5831 Dizzy
5831 Dizzy eller 1991 JG är en asteroid i huvudbältet som upptäcktes den 4 maj 1991 av de båda japanska astronomerna Seiji Ueda och Hiroshi Kaneda i Kushiro. Den är uppkallad efter den amerikanske musikern Dizzy Gillespie.
Asteroiden har en diameter på ungefär 15 kilometer och den tillhör asteroidgruppen Adeona.